# فرح یوسف
فرح یوسف(به انگلیسی: Farrah Yousef)  خوانندهٔ سوریه‌ای است. او شرکت‌کننده در دومین برنامه عرب آیدل است. اولین باری که برنامه اجرا کرد تنها هفت سال سن داشت و برنامه اش را در مرکز فرهنگستان ابوظبی اجرا کرد.
او در حضور دیپلمات‌ها و شیوخ بزرگ آهنگ ست الحبایب را اجرا کرد و توانست توجه همه حضار را به خود جلب کند. در این حال او هیچ آرزویی جز تبدیل شدن به یک هنرمند معروف نداشت . او موفق به دریافت بورسیه تحصیلی در ایتالیا شد. او تجربه بزرگی در موسیقی عربی پیدا کرد و در حال حاضر توانسته است از این موهبت به خوبی استفاده کند. او در مسابقه عرب آیدل شرکت کرد و توانست مقام دوم را در این برنامه تلویزیونی پر بیننده کسب کند . فرح در گفتگو با برنامه صباح العربیه گفت که اگر اوضاع بحرانی سوریه نبود، نتیجه عرب آیدل تغییر می‌کرد.
هم اکنون فرح یوسف را به خاطر صدای بسیار زیبا و قوی که می‌تواند همه نوع موسیقی قدیمی را اجرا کند اجرا کند شناخته می‌شود آهنگ‌هایی از خواننده‌هایی همچون ام کلثوم و اسمهان.